# Nares Ritpitakwong
Nares Ritpitakwong (* 1. September 1992) ist ein ehemaliger thailändischer Fußballspieler.

## Karriere
Nares Ritpitakwong erlernte das Fußballspielen in der Jugendmannschaft von Bangkok Glass. Während seiner Jugend wurde er 2009 an die Jugend des Angthong FC ausgeliehen. Im Anschluss spielte er als Jugendspieler ebenfalls auf Leihbasis in der ersten Mannschaft von Angthong. Die Mannschaft spielte in der dritten Liga des Landes, der damaligen Regional League Division 2, in der Central/Western Region. Die Saison 2012 spielte er bei Bangkok Glass. Der Verein aus der thailändischen Hauptstadt Bangkok spielte in der ersten Liga des Landes, der Thai Premier League. 2013 wechselte er zum BBCU FC. Mit dem Bangkoker Verein spielte er in der zweiten Liga, der Thai Premier League Division 1. 2015 stieg er mit BBCU als Tabellenvierter in die erste Liga auf. Hier absolvierte er 15 Erstligaspiele. Am Ende der Saison musste der Verein wieder in die zweite Liga absteigen. Während der Hinserie 2017 wurde der Verein vom Verband gesperrt. Ende Juni 2017 beendete er seine Karriere als Fußballspieler.